# تشارلز سي. ستراتون
تشارلز سي. ستراتون هو سياسي أمريكي، ولد في 6 مارس 1796 في سويديسبورو في الولايات المتحدة، وتوفي بنفس المكان في 30 مارس 1859. نشط حزبياً في حزب اليمين. وقد انتخب حاكم نيو جيرسي ‏ (21 يناير 1845 – 18 يناير 1848) وانتخب عضو جمعية نيوجيرسي العامة ‏ وانتخب عضو مجلس النواب الأمريكي ‏.